# EP 7
EP 7 è il settimo EP della cantante statunitense Qveen Herby, pubblicato il 5 novembre 2019 dalla Checkbook. Dall'album sono stati estratti 2 singoli, Cheap Talk e Vitamins.

## Tracce
1. Vitamins – 2:20
2. Pink Cadillac – 2:18
3. Cheap Talk – 2:10
4. Before – 2:33
5. Confetti – 2:27